# Gewog di Samkhar
Il gewog di Samkhar è uno dei quindici raggruppamenti di villaggi del distretto di Trashigang, nella regione Orientale, in Bhutan.